# Södermanlands runinskrifter 106
Södermanlands runinskrifter 106 är en vikingatida runsten vid Kungshållet på Kjula ås, Kjula socken och Eskilstuna kommun i Södermanland. Runstenen är av granit och är 3,4 meter hög, 1,25 meter bred och 0,4 meter tjock. Den står troligen på sin ursprungliga plats. Runhöjden är 10-15 centimeter och både långkvistrunor och stavlösa runor förekommer. Den hör till stilgruppering Pr1 (1010-1050).
Runstenen, som är Södermanlands största, är troligen ristad av samme runristare som Sigurdsristningen, och det anses vara samma vikingatida ätt som förekommer i båda inskrifterna.

## Inskriften
Translitterering av runraden:
alrikʀ ¤ raisti ¤ stain × sun × siriþaʀ × at × sin faþur × sbiut ×× saʀ × uisitaula × um × uaʀit : hafþi × burg × um brutna : i : auk × um barþa +× firþ × han × kar(s)aʀ + kuni + alaʀ ×
Normalisering till runsvenska:
Alrikʀ ræisti stæin, sunn Sigriðaʀ, at sinn faður Spiut, saʀ vestarla um vaʀit hafði, borg um brutna i ok um barða, færð hann karsaʀ kunni allaʀ.
Översättning till nusvenska:
Alrik reste stenen, Sigrids son, efter sin fader Spjut. Han västerut varit hade, borg han brutit och besegrat. ... han kände alla.
Inskriften, vars senare del är skriven på vers, är svårtolkad. Främst är det ordet karsaʀ, föremålet för Spjuts kunskap, som är omdiskuterat. Erik Brate stannar i Sveriges runinskrifter för tolkningen att det är det anglosaxiska ordet ceaster, cœster, och föreslår (även) översättningen: 
"Alrik reste stenen, son till Sigrid, efter sin fader Spjut, som västerut varit hade, nedbrutit borg och i den slagit anglosaxarnes här. Anglosaxiska fästena kände han alla."

## Galleri

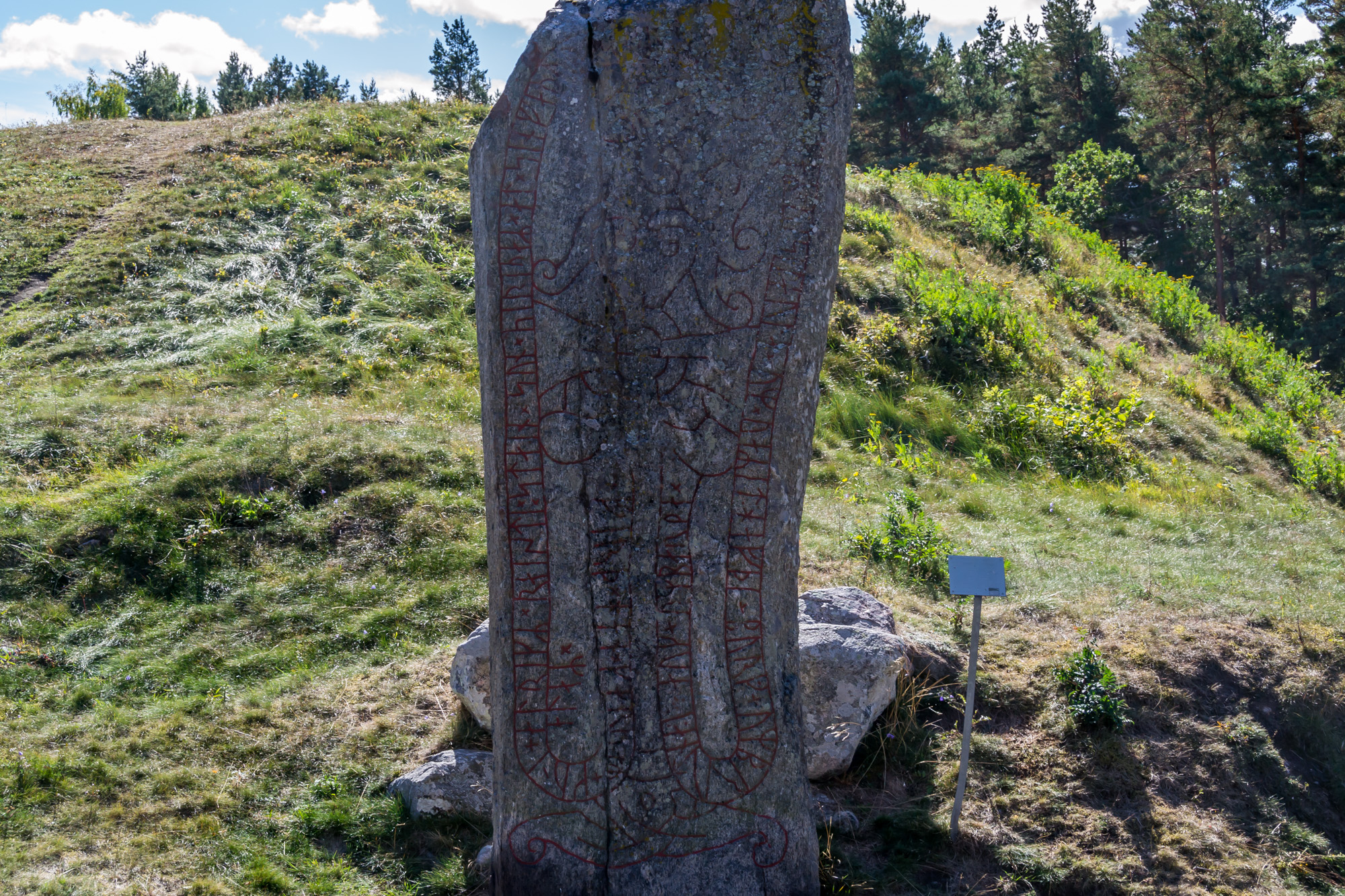
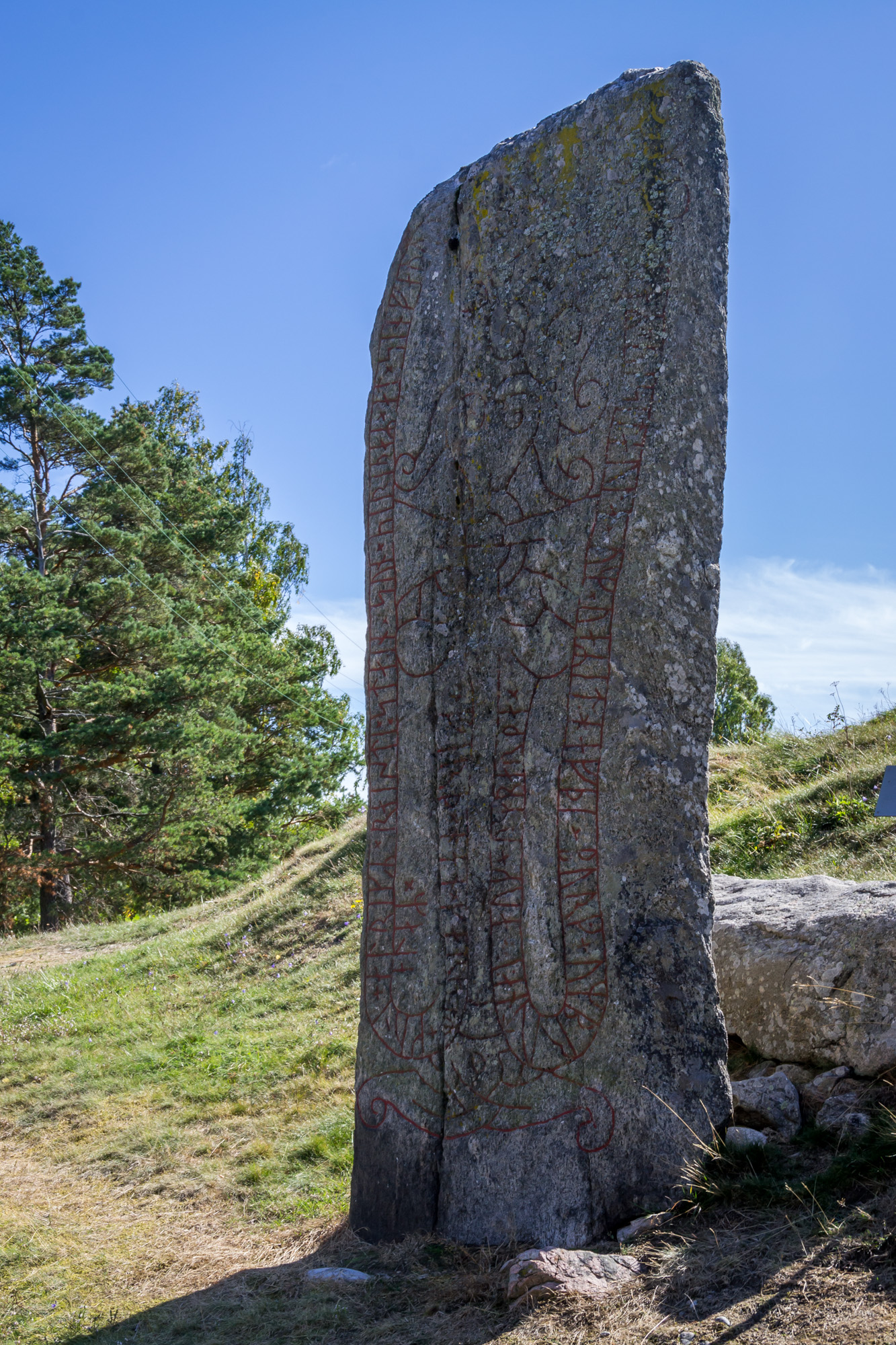
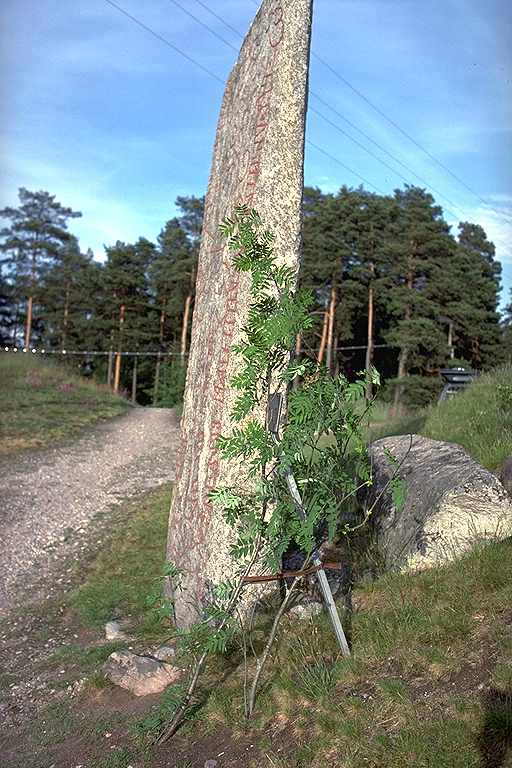
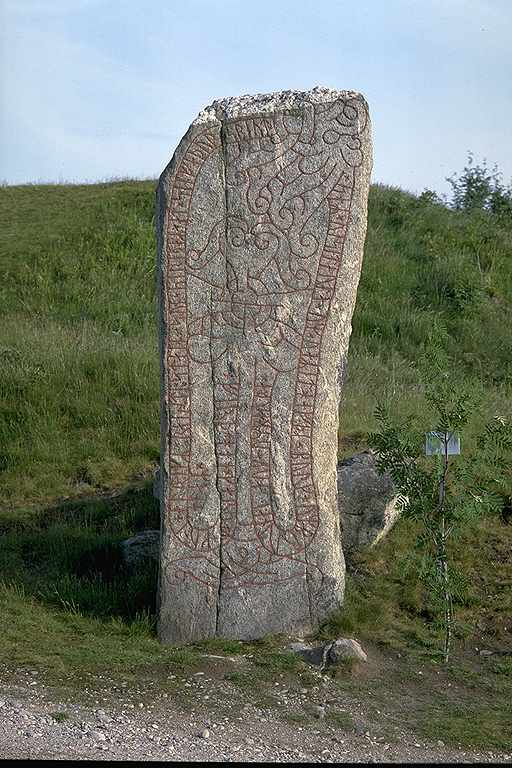
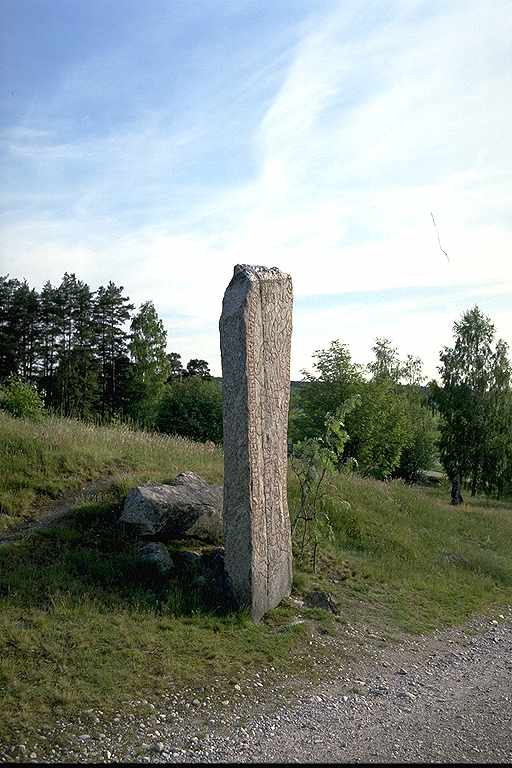